# Lakitelek
Lakitelek là một làng thuộc hạt Bács-Kiskun, Hungary. Làng này có diện tích 54,66 km², dân số năm 2010 là 4451 người, mật độ 81 người/km².